# Darko Bizjak
Darko Bizjak, slovenski kegljač, * 7. januar 1949, Postojna.
Bizjak se je pričel ukvarjati s kegljanjem leta 1971 v kegljaškem klubu Proteus v Postojni. Med letoma 1990 do 1999 je bil član nemškega kluba Freiholz iz Plankstadta, po vrnitvi v domovino, pa se je priključil kegljaškemu klubu Triglav v Kranju. Bizjak se je udeležil več svetovnih prvenstev in v ekipnem tekmovanju osvojil dve zlati medalji leta 1992 in 1994, srebrno 1998 in bronaste 1978, 1984, 1986 in 1988. Pri osvojitvi zlate medalje tako leta 1992, kot tudi 1994 je ekipa obakrat izboljšala svetovni rekord (5751 oziroma 5882 kegljev). Leta 1992 je postal Bizjak tudi svetovni rekorder posamezno v disciplini 200 lučajev z 1017 podrtimi keglji.
Bizjak je na posamičnih prvenstvih Slovenije osvojil 7 medalj, od tega naslov slovenskega prvaka leta 1987.
V letu 2015 je igralec svoj domači klub Proteus zapustil in se pridružil Pivki.